# 1998년 일본 프로 야구 올스타전
1998년 일본 프로 야구 올스타전은 1998년 7월 22일과 7월 23일에 열린 일본 프로 야구의 올스타전 경기이다. 정식 명칭은 1998 산요 올스타 게임(1998 サンヨー オールスターゲーム, 1998 SANYO ALL STAR GAME).

## 개요
전년도 일본 시리즈 정상에 오른 야쿠르트 스왈로스의 노무라 가쓰야 감독이 센트럴 리그 올스타팀을 이끌었고 퍼시픽 리그 우승을 이끈 세이부 라이온스의 히가시오 오사무 감독이 퍼시픽 리그 올스타팀을 지휘했다. 1차전에서는 전년도 1997년에 완공한 나고야 돔에서의 올스타전이 처음으로 개최돼 주니치 드래건스의 신인 투수인 가와카미 겐신이 센트럴 올스타팀의 선발로 등판했다. 이날 가와카미는 3이닝을 던져 2피안타 무실점으로 호투해 올스타전 역대 4번째인 투수로서의 MVP에 선정되는 영예를 안았고 신인 투수로서는 첫 쾌거이다.
계속되는 2차전에서는 그해 올스타전에 ‘마쓰이’라는 성을 가진 선수가 두 명이 출전했는데 일명 ‘더블 마쓰이’의 활약이 빛났다. 마쓰이 히데키(요미우리)가 3경기 연속 홈런, 마쓰이 가즈오(세이부)가 올스타전 출전에 있어서의 6경기 연속 도루를 기록했다. 경기는 무승부로 끝났지만 센트럴 올스타팀의 마쓰이 히데키가 MVP를 차지했다.

## 출장 선수
| 센트럴 리그 | 센트럴 리그       | 센트럴 리그 | 센트럴 리그 |
| ----------- | ----------------- | ----------- | ----------- |
| 감독        | 노무라 가쓰야     | 야쿠르트    |             |
| 코치        | 곤도 히로시       | 요코하마    |             |
| 코치        | 미무라 도시유키   | 히로시마    |             |
| 투수        | 가와카미 겐신     | 주니치      | 첫 출장     |
| 투수        | 가와사키 겐지로   | 야쿠르트    | 3           |
| 투수        | 가와무라 다케오   | 요코하마    | 첫 출장     |
| 투수        | 사사키 가즈히로   | 요코하마    | 6           |
| 투수        | 고바야시 간에이   | 히로시마    | 첫 출장     |
| 투수        | N. 민치           | 히로시마    | 첫 출장     |
| 투수        | 사이토 마사키     | 요미우리    | 7           |
| 투수        | 조성민            | 요미우리    | 첫 출장     |
| 투수        | 가와지리 데쓰로   | 한신        | 첫 출장     |
| 투수        | 노구치 시게키     | 주니치      | 첫 출장     |
| 포수        | 후루타 아쓰야     | 야쿠르트    | 9           |
| 포수        | 다니시게 모토노부 | 요코하마    | 3           |
| 포수        | 나카무라 다케시   | 주니치      | 7           |
| 1루수       | 기요하라 가즈히로 | 요미우리    | 13          |
| 2루수       | 니시 도시히사     | 요미우리    | 첫 출장     |
| 3루수       | 에토 아키라       | 히로시마    | 5           |
| 유격수      | 모토키 다이스케   | 요미우리    | 첫 출장     |
| 내야수      | 이케야마 다카히로 | 야쿠르트    | 8           |
| 내야수      | 이시이 다쿠로     | 요코하마    | 3           |
| 내야수      | 고마다 노리히로   | 요코하마    | 6           |
| 내야수      | 노무라 겐지로     | 히로시마    | 8           |
| 내야수      | 이마오카 마코토   | 한신        | 첫 출장     |
| 외야수      | 마쓰이 히데키     | 요미우리    | 5           |
| 외야수      | 다카하시 요시노부 | 요미우리    | 첫 출장     |
| 외야수      | 다쓰나미 가즈요시 | 주니치      | 7           |
| 외야수      | 스즈키 다카노리   | 요코하마    | 2           |
| 외야수      | 마에다 도모노리   | 히로시마    | 4           |
| 외야수      | 시미즈 다카유키   | 요미우리    | 첫 출장     |

| 퍼시픽 리그 | 퍼시픽 리그      | 퍼시픽 리그 | 퍼시픽 리그 |
| ----------- | ---------------- | ----------- | ----------- |
| 감독        | 히가시오 오사무  | 세이부      |             |
| 코치        | 오기 아키라      | 오릭스      |             |
| 코치        | 사사키 교스케    | 긴테쓰      |             |
| 투수        | 오쓰카 아키노리  | 긴테쓰      | 첫 출장     |
| 투수        | 모리 신지        | 세이부      | 첫 출장     |
| 투수        | 데니 도모리      | 세이부      | 첫 출장     |
| 투수        | 윈               | 오릭스      | 첫 출장     |
| 투수        | 다카무라 히로시  | 긴테쓰      | 2           |
| 투수        | 가네무라 사토루  | 닛폰햄      | 첫 출장     |
| 투수        | 이와모토 쓰토무  | 닛폰햄      | 첫 출장     |
| 투수        | 세키네 히로유키  | 닛폰햄      | 첫 출장     |
| 투수        | 다케다 가즈히로  | 다이에      | 4           |
| 투수        | 니시무라 다쓰지  | 다이에      | 2           |
| 투수        | 고미야마 사토루  | 지바 롯데   | 5           |
| 투수        | 구로키 도모히로  | 지바 롯데   | 첫 출장     |
| 포수        | 조지마 겐지      | 다이에      | 2           |
| 포수        | 이토 쓰토무      | 세이부      | 15          |
| 포수        | 노구치 도시히로  | 닛폰햄      | 첫 출장     |
| 1루수       | 다카기 다이세이  | 세이부      | 2           |
| 2루수       | J. 프랑코        | 지바 롯데   | 2           |
| 3루수       | 고쿠보 히로키    | 다이에      | 4           |
| 유격수      | 마쓰이 가즈오    | 세이부      | 2           |
| 내야수      | 스즈키 겐        | 세이부      | 2           |
| 내야수      | 무토 다카시      | 긴테쓰      | 첫 출장     |
| 내야수      | 하쓰시바 기요시  | 지바 롯데   | 4           |
| 내야수      | 가타오카 아쓰시  | 닛폰햄      | 3           |
| 내야수      | 야나기타 시카토▲ | 다이에      | 첫 출장     |
| 외야수      | 이치로           | 오릭스      | 5           |
| 외야수      | 아키야마 고지    | 다이에      | 14          |
| 외야수      | T. 로즈          | 긴테쓰      | 2           |
| 외야수      | 오무라 나오유키  | 긴테쓰      | 첫 출장     |
| 외야수      | 히라이 미쓰치카  | 지바 롯데   | 첫 출장     |

- 굵은 글씨는 팬 투표로 선출된 선수, ▲는 출장 사퇴 선수 발생에 의한 보충 선수, 그 외는 감독 추천, 숫자는 출장 횟수.

1. ↑  오른쪽 어깨 통증 때문에 출전 포기, 대체할 선수로는 야나기타가 선출됨.

## 올스타전 경기 결과

### 1차전

#### 스코어
| 팀 | 1 | 2 | 3 | 4 | 5 | 6 | 7 | 8 | 9 | R | H  | E |
| 퍼시픽 | 0 | 0 | 0 | 1 | 0 | 0 | 0 | 0 | 0 | 1 | 5  | 1 |
| 센트럴 | 1 | 2 | 0 | 1 | 0 | 0 | 0 | 0 | X | 4 | 11 | 1 |
| 승리 투수: 가와카미 겐신(주니치) 패전 투수: 다카무라 히로시(긴테쓰) 세이브: 사사키 가즈히로(요코하마) 홈런: 센트럴 – 마쓰이 히데키(요미우리·1회 1점) |   |   |   |   |   |   |   |   |   |   |    |   |

#### 출장 선수
| 퍼시픽 | 퍼시픽 | 퍼시픽          |
| 타순   | 수비   | 선수            |
| ------ | ------ | --------------- |
| 1      | (유)   | 마쓰이 가즈오   |
| 2      | (우)   | 이치로          |
| 3      | (三)   | 가타오카 아쓰시 |
| 4      | (二)   | J. 프랑코       |
| 5      | (지)   | 스즈키 겐       |
| 6      | (중)   | 아키야마 고지   |
| 7      | (좌)   | T. 로즈         |
| 8      | (포)   | 조지마 겐지     |
| 9      | (一)   | 다카기 다이세이 |
|        | (투)   | 다카무라 히로시 |

| 센트럴 | 센트럴 | 센트럴            |
| 타순   | 수비   | 선수              |
| ------ | ------ | ----------------- |
| 1      | (우)   | 다카하시 요시노부 |
| 2      | (유)   | 노무라 겐지로     |
| 3      | (중)   | 마쓰이 히데키     |
| 4      | (지)   | 기요하라 가즈히로 |
| 5      | (좌)   | 스즈키 다카노리   |
| 6      | (三)   | 에토 아키라       |
| 7      | (一)   | 고마다 노리히로   |
| 8      | (포)   | 후루타 아쓰야     |
| 9      | (二)   | 다쓰나미 가즈요시 |
|        | (투)   | 가와카미 겐신     |

#### 수상 선수
MVP
- 가와카미 겐신(주니치)

### 2차전

#### 스코어
| 팀 | 1 | 2 | 3 | 4 | 5 | 6 | 7 | 8 | 9 | R | H  | E |
| 센트럴 | 0 | 0 | 2 | 0 | 0 | 0 | 0 | 0 | 1 | 3 | 8  | 0 |
| 퍼시픽 | 0 | 0 | 1 | 0 | 1 | 1 | 0 | 0 | 0 | 3 | 10 | 2 |
| 승리 투수: 없음 패전 투수: 없음 홈런: 센트럴 – 마쓰이 히데키(요미우리·3회 2점) 퍼시픽 – 오무라 나오유키(긴테쓰·3회 1점) |   |   |   |   |   |   |   |   |   |   |    |   |

#### 출장 선수
| 센트럴 | 센트럴 | 센트럴            |
| 타순   | 수비   | 선수              |
| ------ | ------ | ----------------- |
| 1      | (우)   | 다카하시 요시노부 |
| 2      | (유)   | 이시이 다쿠로     |
| 3      | (중)   | 마쓰이 히데키     |
| 4      | (一)   | 기요하라 가즈히로 |
| 5      | (지)   | 마에다 도모노리   |
| 6      | (좌)   | 시미즈 다카유키   |
| 7      | (三)   | 이케야마 다카히로 |
| 8      | (포)   | 다니시게 모토노부 |
| 9      | (二)   | 니시 도시히사     |
|        | (투)   | 가와무라 다케오   |

| 퍼시픽 | 퍼시픽 | 퍼시픽          |
| 타순   | 수비   | 선수            |
| ------ | ------ | --------------- |
| 1      | (유)   | 마쓰이 가즈오   |
| 2      | (우)   | 히라이 미쓰치카 |
| 3      | (三)   | 가타오카 아쓰시 |
| 4      | (중)   | 이치로          |
| 5      | (一)   | 스즈키 겐       |
| 6      | (二)   | J. 프랑코       |
| 7      | (지)   | 하쓰시바 기요시 |
| 8      | (포)   | 이토 쓰토무     |
| 9      | (좌)   | 오무라 나오유키 |
|        | (투)   | 고미야마 사토루 |

#### 수상 선수
MVP
- 마쓰이 히데키(요미우리)

## 같이 보기
- 일본 프로 야구 올스타전
- 일본 야구 기구(주최)
- 산요 전기(특별 협찬)